# Les Vieux de la vieille
Ne doit pas être confondu avec Les Vieux de la vieille (film).
Les Vieux de la vieille est un roman de René Fallet sorti en 1958.

## Résumé
Trois septuagénaires très vivaces, Baptiste Talon, Jean-Marie Pejat et Blaise Poulossière, grands amateurs de coups de gueule et de chopines de gros rouge, font la loi à Tioune, leur village du Bourbonnais. Les trois vieux mènent grand tapage, mais Baptiste Talon apprend à ses compères son intention de se rendre à Gouyette, maison de retraite tenue par des religieuses, sur recommandation d'un ami, retraité de la SNCF, déjà installé là-bas. D'abord choqués à l'idée de s'enfermer dans un « bagne pour vieux », ses deux amis, à la suite de plusieurs incidents survenus dans le village, décident de l'accompagner. Refusant la voiture du fils de l'un d'eux, ils décident de s'y rendre à pied. Commence alors un voyage épique, émaillé de nombreux arrêts-boissons, et arrêts-souvenirs, dont une étape au domaine des Échauguettes où ils retrouvent Catherine Cateau qui fut la « bonne amie » de chacun d'entre eux cinquante ans auparavant.  Atteignant finalement à leur but, mais, voyant que les conditions promises sont très loin de la réalité, ils s'enfuient immédiatement. 

## Éditions
- Éditions Denoël, 1958
- Folio no 437, 1973

## Adaptations
- Les Vieux de la vieille, film de Gilles Grangier (1960) avec Jean Gabin, Pierre Fresnay, Noël-Noël
- Les Vieux de la vieille, théâtre et chant, adaptation par Agnès Doherty, 2010